# Kościół Najświętszego Serca Pana Jezusa w Grabowie Królewskim
Kościół Najświętszego Serca Pana Jezusa w Grabowie Królewskim - kościół zlokalizowany w Grabowie Królewskim (województwo wielkopolskie, powiat wrzesiński, gmina Kołaczkowo), powstał w latach 1925-1927. Został zbudowany na miejscu starego kościoła, który przez okres budowy wciąż działał i, dopiero gdy nowy już objął go w całości, został rozebrany, a nabożeństwa przeniesiono do obecnej budowli. Podczas lat okupacji hitlerowskiej jako jedyny w okolicy kościół działał legalnie i otwarcie. W tym czasie udzielono w nim wielu chrztów, małżeństw i pogrzebów, nie tylko mieszkańców Grabowa Królewskiego i okolic wsi. 

## Opis
Został zaprojektowany przez Henryka Jackowskiego ("Polichromia”). Na sklepieniu prezbiterium zostało wyeksponowane niebo ze złotymi gwiazdami. Fundatorami kościoła było małżeństwo Wanda i Witold Wilkoszewscy, właściciele majątku w Grabowie Królewskim. Architektem który zaprojektował kościół był Stanisław Mieczkowski. 

## Cmentarz parafialny
Cmentarz należący do parafii w Grabowie Królewskim znajduje się półtora kilometra od kościoła. Jest położony na wzniesieniu, które utrudnia zarządzanie i rozbudowę nekropolii. Jest ogrodzony z każdej strony. W środkowej części, w najwyższym punkcie znajduje się ołtarz liturgiczny, służący do odprawiania mszy np. w dniu Wszystkich Świętych.

## Galeria

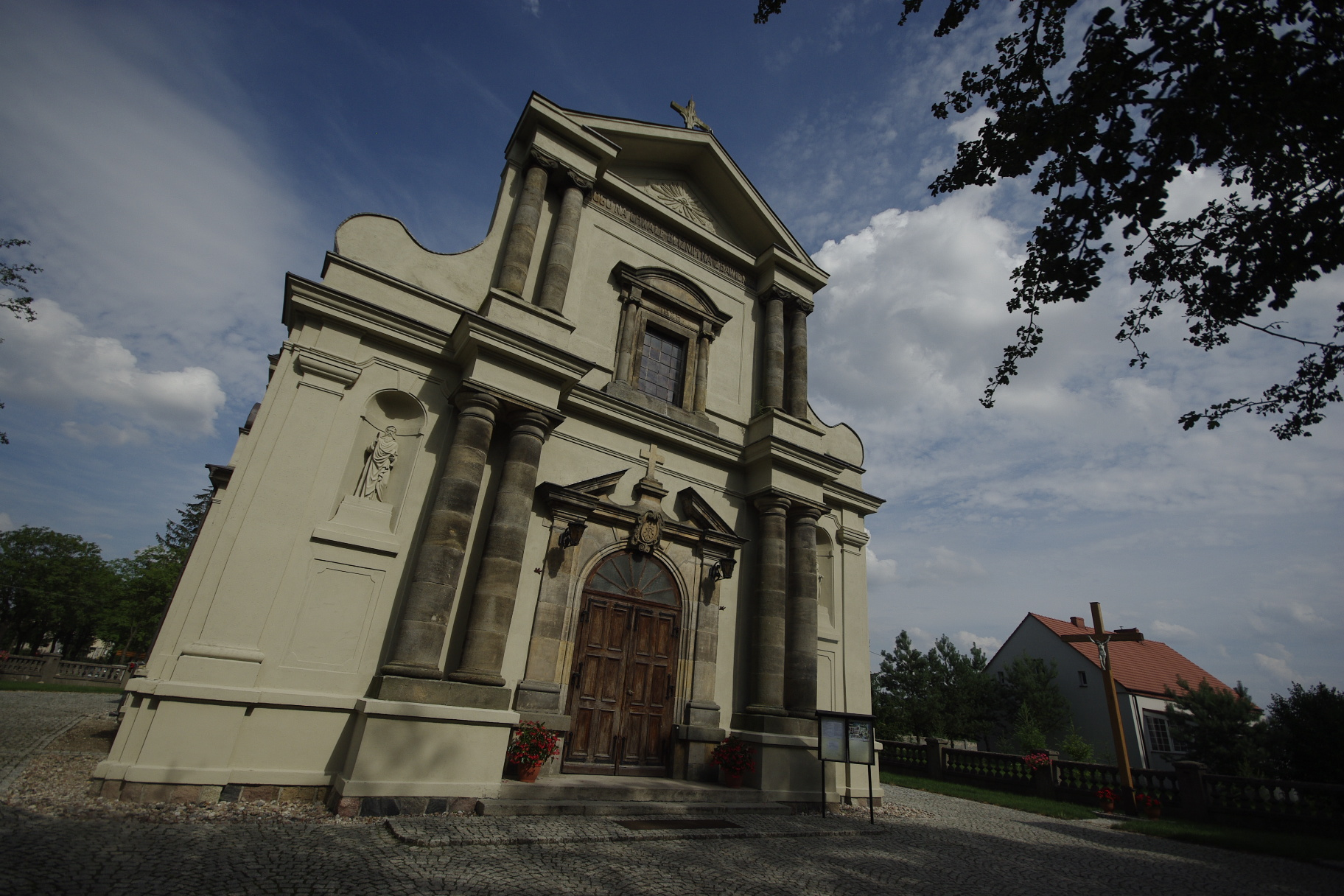
Front kościoła
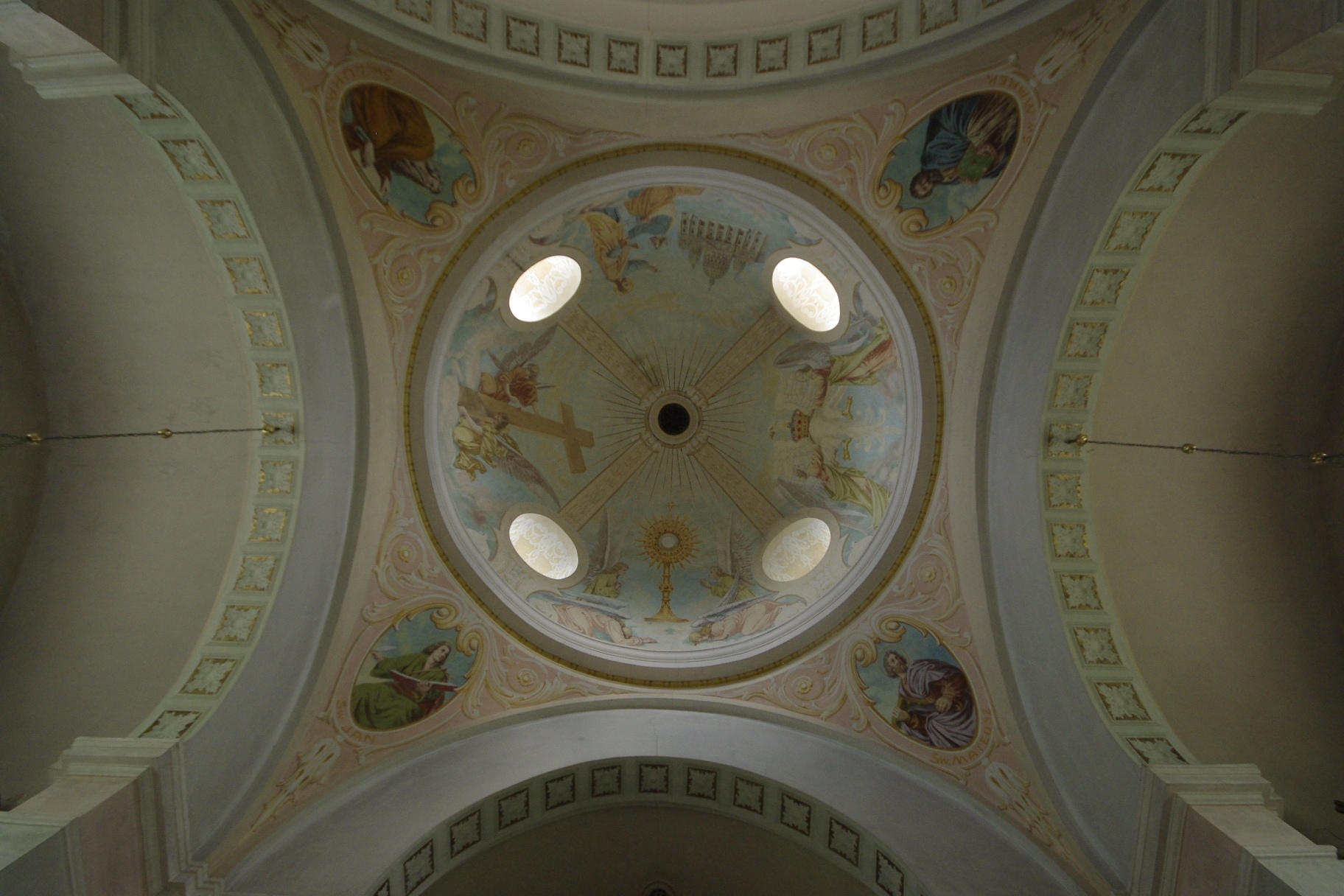
Malowidła wewnątrz kopuły
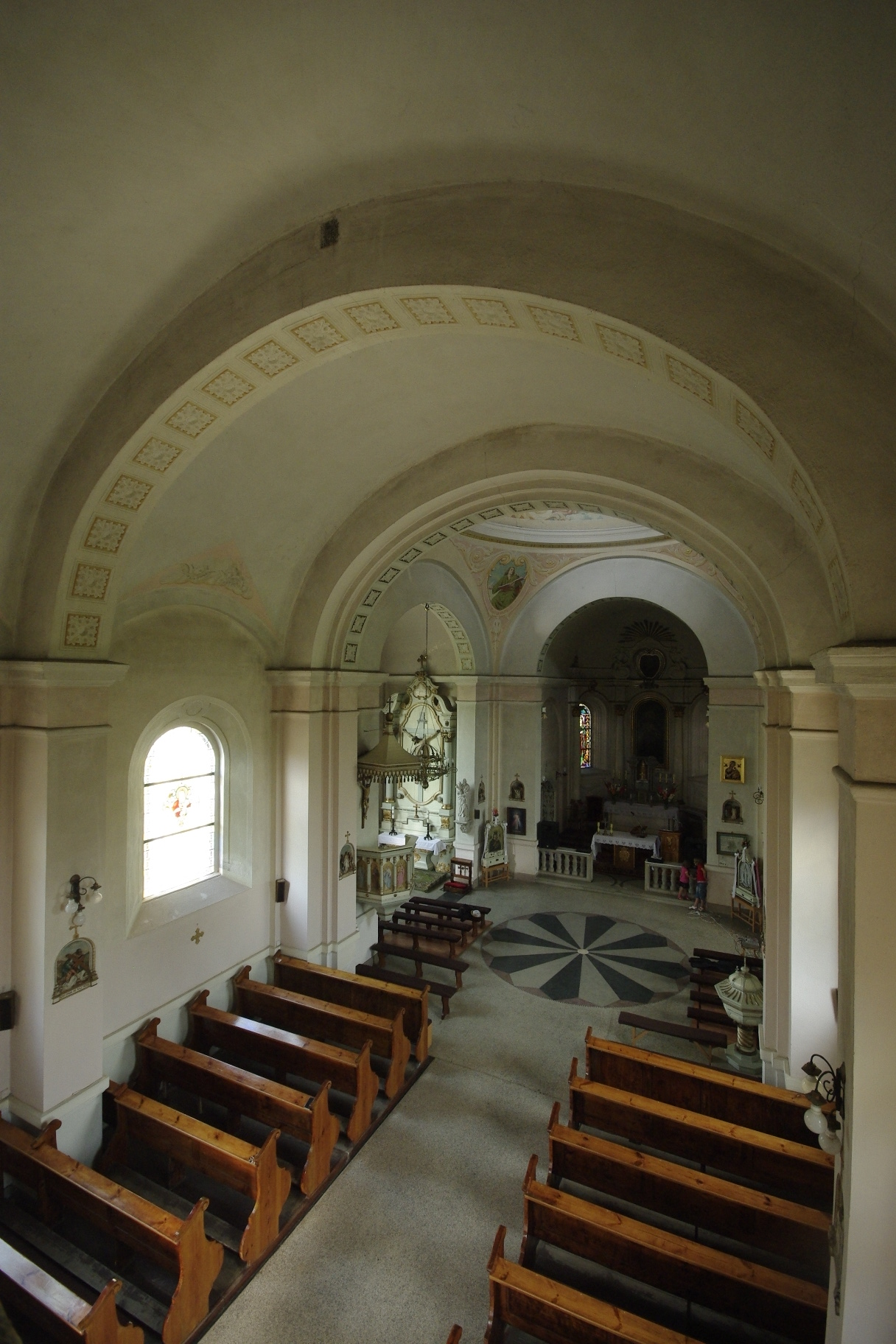
Wnętrze kościoła z empory organowej
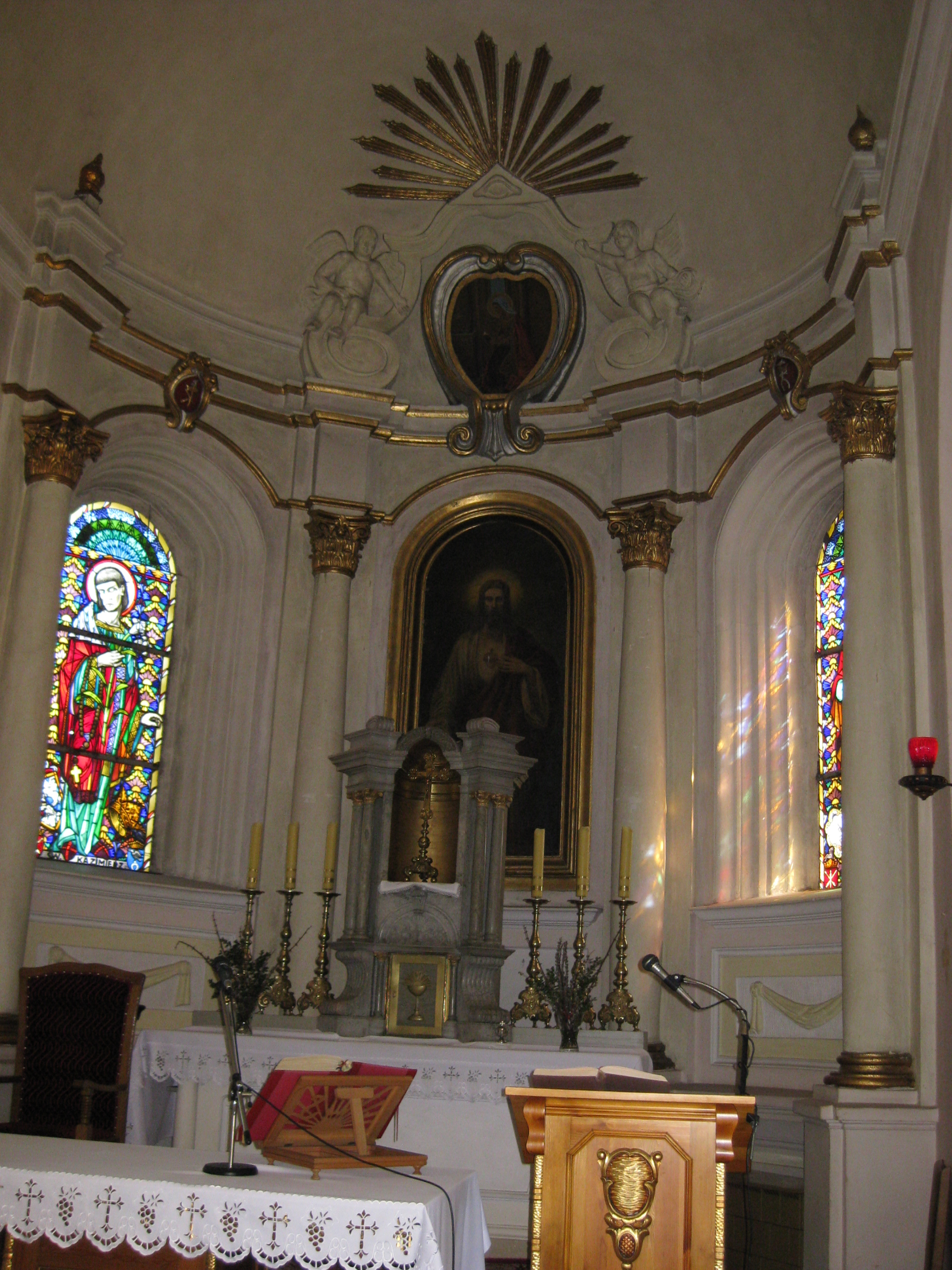
Ołtarz główny